# Maria Elise Turner Lauder
Maria Elise Turner Lauder, surnommée Toofie Lauder, également appelée Maria Elise Turner de Touffe Lauder (20 février 1833 - 1er juin 1922), est une enseignante, linguiste et auteure canadienne du XIXe siècle qui a vécu et beaucoup voyagé en Europe. Elle a publié des romans et de la poésie, mais elle était surtout connue pour ses écrits sur ses voyages. Elle est également une philanthrope, engagée dans le mouvement de la tempérance, ainsi qu'une musicienne amatrice.

## Jeunesse et formation
Maria Elise Turner Toof (ou de Touffe, surnommée Toofie), naît à Saint-Armand, au Québec, Canada,, le 20 février 1833. Elle est la fille de Whitcomb Powers Toof (ou Whitcombe de Touffe) et de Phoebe Harriet Perry. Elle est de descendance normande et huguenote, ses ancêtres s'étant échappés de France en Allemagne lors de la révocation de l'édit de Nantes. En 1838, la mère de Lauder épouse Rodolphus Fuller Grote (1809-1888). Ce mariage donne naissance à cinq demi-frères et demi-sœur : George Whitfield Grote (1843-1920), avocat et poète qui a écrit Ode sur le couronnement du roi Edward VII (1901) ; Phoebe Agnes Robina (Grote) Copeland (1849-1932), poète; Gorham Whitcombe Grote, médecin ; John Wesley Grote (1845-1898), agent d'assurance et Lorenzo Perry Grote (1852-1869).
Elle fait ses études à l'Oberlin College, dans l'Ohio, car les femmes ne sont alors pas admises à l'université de Toronto. Elle étudie la théologie, pendant deux ans, sous la direction du révérend Charles Grandison Finney et obtient son diplôme avec mention.

## Carrière
Maria Lauder est une linguiste complète, joignant une connaissance du latin et du grec à celle de plusieurs langues modernes, qu'elle parle couramment. Après avoir terminé ses études, elle travaille comme linguiste et enseigne au Whitby Ladies' College. En 1856, elle épouse Abram William Lauder, un professeur et ils déménagent à Toronto, où ce dernier étudie le droit. Il devient un éminent barrister dans cette ville, où il s'affilie au Parti conservateur, en tant que membre de l'Assemblée législative de l'Ontario pendant plusieurs années. Durant cette période, Maria Lauder devient une philanthrope et membre du mouvement Woman's Christian Temperance Union (WCTU). Les Lauder ont un enfant, le futur pianiste William Waugh Lauder (en), dont elle est la seule enseignante jusqu'à l'âge de onze ans. Elle est obligée d'assumer toute la direction de son éducation musicale. Pour cela, elle voyage beaucoup, résidant successivement en Grande-Bretagne, en Allemagne, en France et en Italie et visitant de nombreuses régions d'Europe, accompagnée de son mari et de son fils. Pendant son séjour à l'étranger, elle se lie d'amitié avec plusieurs célébrités et auteurs musicaux et, munie d'une lettre de présentation de l'auteur et critique musical Oscar Paul (en), du Royal Conservatorium der Musik de Leipzig, elle emmène William au Grand-duché de Saxe-Weimar-Eisenach, où il étudie avec Franz Liszt. Selon Pauline Pocknell, William a été le seul élève canadien de Liszt. À l'invitation de Liszt, Lauder emmène William se produire à Rome. Elle y est présentée à la cour royale, à Humbert Ier et à la reine Marguerite et est honorée par des audiences privées, avec la reine et des invitations, tant au palais du Quirinal qu'au palais royal de Capodimonte à Naples. Elle est également présentée, avec son fils, à la cour papale et au pape Léon XIII.
De nombreux voyages ont inspiré à Maria Lauder la publication de divers livres, dont My First Visit to England (1865) et In Europe (Toronto, 1877).
Enthousiasmée par son séjour, en été, dans le Harz, elle rassemble des documents sur les contes populaires locaux, avec l'aide du romancier allemand Gustav Freytag et écrit Legends and Tales of the Harz Mountains in Germany, publié par Hodder & Stoughton. Son ouvrage de 1881 est dédié à la reine Margherita, qui a offert à Lauder son portrait royal autographié.
De ce livre, The Westminster Review (en) déclare :
Toofie est un personnage fictif dans au moins une des œuvres de Lauder et est également utilisé comme nom de plume. Elle a publié de nombreux articles littéraires et poèmes sous ce pseudonyme, ainsi que plusieurs volumes de poésie. Elle a écrit un poème en hommage à l'impératrice Élisabeth d'Autriche à la suite de son décès, ainsi que des poèmes en l'honneur de la reine Victoria, du roi Édouard VII et du roi George V. Elle a également écrit les paroles de plusieurs chansons, dont Britain, We Stand by You, The Last Night and its Vision, Birdie's Reply : To a Wee Bird Trying to Fly, musique d'Arthur Uvedale et Alone - The Queen's Lament.

## Vie personnelle
Lauder était une musicienne amatrice. Méthodiste d'affiliation religieuse, elle est la cofondatrice de la Metropolitan United Church (en). Elle meurt à Toronto, le 1er juin 1922, à l'âge de 89 ans, après une brève maladie.

## Œuvre (sélection)

### Livres
- (en) Toofie Lauder, My First Visit to England, 1865.
- (en) Toofie Lauder, In Europe, 1877.
- (en) Toofie Lauder, Evergreen Leaves : Being Notes from My Travel Book, Belford, 1877 (OCLC 681417843, lire en ligne).
- (en) Toofie Lauder, Evergreen Leaves : Or, "Toofie" in Europe, 1884 (OCLC 271435912).
- (en) Toofie Lauder, Legends and Tales of the Harz Mountains, North Germany, 1885 (ISBN 978-0-665-58613-2, OCLC 890752616, lire en ligne).
- (en) Toofie Lauder, At Last, at last (ISBN 978-0-665-08892-6, OCLC 890754209, lire en ligne).

### Paroles de chansons
- Britain, We Stand by You, 1899.
- The Last Night and its Vision, 1907[20].
- Birdie's Reply : To a Wee Bird Trying to Fly, music d' Arthur Uvedale, 1907. (OCLC 1007594208)
- Alone - The Queen's Lament, 1908. (OCLC 1007622708)